# Ahmet Nazif Zorlu
Ahmet Nazif Zorlu (Babadağ, 28 agosto 1944) è un imprenditore turco, fondatore, presidente e azionista di riferimento della Zorlu Holding.

## Biografia
Nato a Babadağ nel 1944, un piccolo villaggio situato nella parte sudoccidentale della Turchia, dopo aver concluso le scuole primarie inizia a lavorare presso l'attività del padre Hacı Mehmet, proprietario di un piccolo opificio tessile. All'età di 15 anni, parte per un viaggio d'affari nella regione del Mar Nero con suo zio. Nel 1960, i Zorlu aprono un negozio a Trebisonda, dove iniziavano a vendere lenzuola e asciugamani. Dieci anni più tardi, viene aperto un secondo negozio a Istanbul, affidato allo stesso Ahmet.
Ispirandosi ad un set copripiumino fantasia visto su una rivista italiana, nel 1973 Zorlu crea e lancia il marchio TAÇ, con cui veniva commercializzata la biancheria per la casa prodotta dalla fabbrica di famiglia. Nel 1976, l'attività tessile di famiglia si espande con la creazione a Bursa della Korteks, e diversi anni più tardi, nel 1990, assieme al fratello maggiore Zeki fonda la Zorlu Holding, con la quale vengono riordinate le attività di famiglia. Con lui, le attività della famiglia si espandono verso altri settori, come l'elettronica di consumo, gli elettrodomestici, l'energia, lo sviluppo immobiliare, la metallurgia e la difesa.
Tra i maggiori uomini d'affari della Turchia, Zorlu siede nei consigli di amministrazione del DEIK (Comitato per le relazioni economiche estere), del TUSIAD (Associazione turca per l'industria e gli affari), del DENSIR (Fondazione per l'istruzione e la cultura delle persone di Denizli), del BASIAD (Industria Babada e Business Association) e del TETSIAD (Associazione turca degli industriali tessili per la casa).
Sposato e padre di tre figli, secondo la classifica Forbes del 2021, Zorlu si piazza nella posizione 2524 tra gli uomini più ricchi al mondo ed il suo patrimonio personale è stimato ad 1 miliardo di dollari.